# 아시아문화개발원
아시아문화개발원(亞世亞文化開發院)은 아시아 문화의 창의성과 다양성 개발을 통한 문화 콘텐츠 제작·유통 활성화와 연구·개발을 위하여 설립된 대한민국 문화체육관광부 산하 특수법인이다. 광주광역시 동구 금남로 무등빌딩 6층에 위치하고 있다.
2015년 8월에 해산되었으며, 같은 해 9월에 아시아문화원으로 재창단되었다.

## 설립 근거
- 아시아문화중심도시 조성에 관한 특별법[4]

## 연혁
- 2011년 12월 28일 - 아시아문화개발원 개원 및 초대 이영철 원장 취임[5][6]
- 2015년 8월 31일 - 해산

## 주요 업무
- 아시아 문화 콘텐츠 제작과 문화 콘텐츠 유통의 활성화 연구
- 국립 아시아문화전당 콘텐츠 및 프로그램 등에 대해 연구·개발

## 조직

### 아시아문화개발원장
- 기획운영팀
- 인사회계팀
- 교류원사업팀
- 공간기획팀
- 창조원사업팀
- 정보원사업팀
- 어린이문화원사업팀
- 예술극장사업팀

## 같이 보기
- 아시아문화중심도시
- 국립아시아문화전당
- 아시아문화원